# 布里吉湖
布里吉湖是坦桑尼亞的湖泊，位於該國西北部，由卡蓋拉區負責管轄，長18公里、寬4公里，面積約70平方公里，是多種鳥類的棲息地。
2°07′23″S 31°18′54″E / 2.123°S 31.315°E